# Slanoll
Slanoll lub Slanuill – legendarny zwierzchni król Irlandii z dynastii Milezjan (linia Íra, syna Mileda) w latach 654-637 p.n.e. Drugi syn Ollama Fodly, zwierzchniego króla Irlandii.
Objął tron po śmierci Finnachty I, swego starszego brata. Są rozbieżności co do czasu rządów Slanolla. Roczniki Czterech Mistrzów podały siedemnaście, zaś Lebor Gabála Érenn („Księga najazdów Irlandii”) podała trzydzieści lat rządów. Slanolla znaleziono martwego w Midchuart House w Tarze. Nie wiadomo, na jaką zmarł chorobę, bowiem kolor jego ciała nie zmienił się. Po czterdziestu latach został odkopany z grobu przez swego syna Oiliolla. Ciało nie miało oznak rozkładu, pomimo upłynięcia tak długiego czasu. Było to wielkim zaskoczeniem dla mieszkańców Irlandii i zostało uznane za cud. Po zagadkowej śmierci Slanolla, władzę nad krajem objął młodszy brat Gede Ollgothach.